# Захар Трубаков
Захар Абрамович Трубаков (1912, Сураж, Російська імперія — 25 листопада 1998, Рішон-ле-Ціон, Ізраїль) — український письменник єврейського походження, один з небагатьох в'язнів, які вижили в Сирецькому концентраційному таборі (Київ, Бабин Яр, 1943), автор документальної повісті про ці події. 

## Життєпис
Народився в 1912 році в багатодітній (шестеро дітей) єврейській родині. Батько кравцював, мати господарювала по дому. Сім'я переїхала в Київ наприкінці 1912 року. У 1922 році помер батько. З 1925 року Захар почав працювати. 
У 1940 році отримав посаду майстра по холодній та гарячій обробці металу на Київському заводі № 225. У 1941 році, після початку Німецько-радянської війни, з наближенням німців до української столиці завод був евакуйований. Сам Трубаков залишився в Києві у зв'язку з тяжкою хворобою дружини та дворічною дочкою на руках. У вересні 1941 році німецькі війська окупували Київ, а в лютому 1943 року Трубаков був відправлений в Сирецький концтабір, до якого примикав простір Бабиного Яру (складаючи з ним єдиний комплекс). Німці зробили все можливе, щоб знищити докази злочинів у Бабиному Яру. Захар, що знаходився в ув'язненні, разом з іншими в'язнями декілька місяців копав та спалював під наглядом німецьких охоронців трупи розстріляних євреїв. 
У жовтні 1943 року Трубаков разом з ще шістьма ув'язненими зумів зробити успішну втечу з табору смерті. 
Після війни він продовжував жити в Києві, а 25 листопада 1990 року переїхав ув Ізраїль, де жив у місті Рішон-ле-Ціон до самої смерті в 1998 році. 